# Purcell and Elmslie
Purcell & Elmslie fu uno studio di architettura statunitense che si è distinto come uno dei principali rappresentanti dello stile della Prairie School, secondo per numero di commissioni solo a quello di Frank Lloyd Wright. Fondato da William Gray Purcell (1880-1965) e George Grant Elmslie (1869-1952), lo studio ha operato negli Stati Uniti tra il 1910 e il 1921, lasciando un'impronta significativa nell'architettura organica e progressista americana
Purcell & Elmslie hanno rappresentato una delle espressioni più autentiche dell'architettura democratica americana. I loro edifici rimasti sono oggi apprezzati come testimonianze di un'epoca e di un movimento culturale che ha cercato di definire un'identità architettonica unica per gli Stati Uniti ,.

## Storia
Lo studio ha avuto origine dalla collaborazione tra William Gray Purcell e il suo compagno di studi alla Cornell University, George Feick Jr., con cui fondò il primo studio, Purcell & Feick, a Minneapolis nel 1907. George Grant Elmslie, già amico di Purcell dal 1903 e collaboratore informale, entrò ufficialmente nello studio nel 1909. L'anno successivo, il nome dello studio fu cambiato in Purcell, Feick & Elmslie. Nel 1912, Feick lasciò la partnership, e lo studio assunse il nome definitivo di Purcell & Elmslie, attivo fino al 1921.
Lo studio aveva uffici a Chicago, Filadelfia e Minneapolis, e fu attivo in 22 stati americani, con commissioni che includevano edifici residenziali, commerciali, istituzionali e pubblici.

### Purcell & Feick (1907–1909)
Purcell & Feick è stato uno studio di architettura fondato nel 1907 da William Gray Purcell e George Feick, con sede a Minneapolis, Minnesota. La partnership è stata attiva per un breve periodo, fino al 1909, ma ha avuto un impatto significativo sulla diffusione dell'architettura organica negli Stati Uniti all'inizio del XX secolo. Il loro approccio innovativo era fortemente influenzato dalle teorie di Louis Sullivan, promuovendo un'architettura che combinava estetica e funzionalità, e che cercava di integrare il design con il contesto naturale e i progressi tecnologici dell'epoca.
Nel 1907, William Gray Purcell, dopo aver ricevuto una cospicua eredità dal padre, si trasferì a Minneapolis e fondò lo studio Purcell & Feick con George Feick. Purcell, con una notevole indipendenza finanziaria, aveva la possibilità di dedicarsi completamente alla sua passione per l'architettura. La città di Minneapolis, tuttavia, era un mercato difficile per le nuove idee architettoniche, e lo studio dovette affrontare molte difficoltà per farsi conoscere. Le prime commesse furono limitate e spesso consistevano in progetti non realizzati o lavori di consulenza, a causa della mancanza di esempi concreti per illustrare il valore delle loro proposte innovative.
Purcell & Feick erano fortemente influenzati dall'architettura organica, un concetto che promuoveva la fusione armoniosa tra la struttura di un edificio, il suo scopo e il suo ambiente circostante. Questo approccio si basava sulle teorie di Louis Sullivan, per il quale la forma doveva seguire la funzione. Purcell sviluppò una relazione professionale e personale con George Grant Elmslie, collaboratore di Sullivan, che giocò un ruolo fondamentale nella sua crescita come architetto. Elmslie lo ispirò a perfezionare le sue idee e a sviluppare soluzioni architettoniche originali, spesso consultandosi con lui per risolvere problematiche progettuali.
Il primo progetto residenziale importante dello studio fu la Catherine Gray Residence (1907), progettata da Purcell per sé stesso. Questa casa incorporava una vista sul lago, un portico separato e altre soluzioni innovative, come soffitti tesi e finestre a battente, elementi che sarebbero stati ripresi in molte delle progettazioni successive dello studio. Il progetto rappresentava un passo importante nell’espressione dell’architettura organica, integrando il design funzionale con la bellezza estetica del paesaggio circostante.
Nel 1908, lo studio partecipò al concorso indetto dalla F. W. Bird Company, una fabbrica di materiali da costruzione, con una proposta che utilizzava i materiali dell'azienda per creare un piano aperto. Sebbene il progetto non fosse stato selezionato, questa esperienza segnò l'inizio di una serie di progetti residenziali caratterizzati da piani aperti e soluzioni innovative. Un altro progetto importante fu la cottages di J. D. R. Steven (1909) a Eau Claire, Wisconsin, un lavoro che consolidò la reputazione dello studio e portò ad ulteriori commissioni.
Purcell & Feick si cimentarono anche nell'architettura commerciale e religiosa. Un esempio è la Motor Inn (1908) per Henry Goosman, progettato come il primo garage a Minneapolis destinato specificamente alla manutenzione delle automobili. Il progetto prevedeva un sistema di apertura elettroidraulica per la porta d'ingresso e un originale bordo tipo marciapiede all'interno per l'uso di attrezzi e lo stoccaggio temporaneo.
Nel campo dell’architettura religiosa, i due progetti principali furono la Christ Church a Eau Claire, Wisconsin, che seguiva uno stile tradizionale richiesto dalla committenza, e la Stewart Memorial Church (1909), caratterizzata da un design moderno e non convenzionale con una pianta cubica e un tetto piano. Quest'ultimo progetto rifletteva l’approccio funzionalista di Purcell, che credeva che la forma dell'edificio dovesse rispondere direttamente alle necessità pratiche della comunità e del culto.
Nonostante il loro impegno e le idee innovative, Purcell & Feick incontrarono molte difficoltà nell'affermarsi nel mercato architettonico conservatore dell'epoca. Molti clienti non erano pronti ad accogliere l'architettura moderna e tendevano a preferire forme revivaliste più tradizionali. Inoltre, le limitazioni economiche delle loro commesse rendevano difficile esprimere appieno la loro visione. Purcell, ad esempio, incontrò difficoltà nella progettazione della casa per suo padre a River Forest, Illinois (1909), che fu completata solo grazie alla sua determinazione, nonostante un budget molto limitato.
Le sfide finanziarie e la mancanza di una base di clientela sufficientemente ampia portarono alla fine della partnership nel 1909, nonostante i successi parziali ottenuti.

### Purcell, Feick e Elmslie (1910–1912)
Nel periodo tra il 1910 e il 1912, la collaborazione tra William Gray Purcell, George Feick e George Grant Elmslie segna un importante punto di svolta nella carriera di Purcell. Questo periodo vede l'emergere di un sodalizio che avrebbe dato vita a alcuni dei più significativi progetti di architettura organica in America. La transizione da un lavoro solitario a una collaborazione fruttuosa con Elmslie comportò una significativa evoluzione nel pensiero e nelle pratiche progettuali di Purcell.
Sebbene Elmslie avesse occasionalmente collaborato con Purcell fin dal 1903, il 1910 segna l'inizio di una vera e propria partnership professionale. Prima di questo periodo, Purcell aveva continuato a sviluppare il proprio linguaggio progettuale in modo autonomo, mantenendo il controllo su tutte le fasi di progettazione. Tuttavia, quando Elmslie lasciò lo studio di Louis Sullivan nel 1909, Purcell e Elmslie decisero di unirsi a Minneapolis, formando lo studio Purcell, Feick & Elmslie.
Elmslie, che aveva lavorato a stretto contatto con Sullivan per anni, portò con sé un bagaglio di esperienze e una visione architettonica avanzata, che avrebbe influenzato profondamente il lavoro del gruppo. Purcell, inizialmente più lento nell'assimilare queste nuove idee, si trovò a confrontarsi con il flusso creativo rapido e abbondante di Elmslie. Il risultato di questa collaborazione fu una sinergia unica che combinò i punti di forza di entrambi, con Purcell impegnato nella gestione pratica e nella mediazione con i clienti, mentre Elmslie si occupava della progettazione creativa.
Con l'ingresso di Elmslie, il lavoro dello studio aumentò notevolmente. La divisione delle responsabilità divenne chiara: Elmslie si occupava principalmente degli aspetti creativi e del design architettonico, mentre Feick gestiva le specifiche tecniche e gli aspetti ingegneristici. Purcell, come partner di gestione, si occupava del flusso di lavoro, coordinando le esigenze dei clienti e dei contractor, e cercando di adattare le soluzioni progettuali alle necessità economiche e pratiche dei committenti.
L'arrivo di Elmslie portò anche a una maggiore apertura verso il mercato e nuove commesse. Elmslie, con i suoi legami precedenti nello studio di Sullivan, fece entrare lo studio in contatto con una nuova rete di clienti, tra cui Henry B. Babson, Carl K. Bennett e Charles R. Crane. Purcell, invece, continuò a sviluppare relazioni con i clienti delle piccole città del Midwest, creando una rete di committenti che mantennero il suo studio informato su opportunità lavorative.
Nonostante il crescente numero di commesse, Purcell e i suoi partner affrontarono numerosi ostacoli legati alla comprensione e all'accettazione del loro approccio all'architettura. La loro visione, che si rifaceva all'architettura organica di Sullivan, era spesso difficile da comprendere per i clienti più tradizionali. Un esempio di questa difficoltà si verificò con il progetto per la St. Paul's Methodist Episcopal Church a Cedar Rapids, Iowa. Purcell, in un eccesso di entusiasmo per l'opera di Sullivan, fece riferimento al maestro come punto di ispirazione, ma questo portò il committente a scegliere un altro progettista, più convenzionale. Inoltre, in un altro caso, Purcell perse un incarico per il First National Bank a Mankato, Minnesota, a causa della proposta di un concorrente che, con un progetto a basso costo, risultò vincente.
Per contrastare queste difficoltà, Purcell intraprese una serie di iniziative per educare il pubblico e i clienti riguardo ai principi dell'architettura organica, attraverso conferenze, scritti su riviste progressive e pubblicazioni in cui difendeva l'uso di forme moderne, materiali locali e l'adozione di una progettazione funzionale. In particolare, Purcell e Elmslie furono autori di "The Statics and Dynamics of Architecture", un testo che sintetizzava la loro filosofia progettuale.
Durante il breve ma intenso periodo di attività congiunta tra Purcell, Feick e Elmslie, furono realizzati diversi progetti significativi, tra cui una serie di banche e case residenziali che riflettevano i principi dell'architettura organica.
Uno degli aspetti distintivi dei progetti commerciali dello studio fu la progettazione di banche per piccole città, pensate per servire le comunità agricole del Midwest. Questi edifici si distinguevano per l'uso di finestre in vetro piombato opalescente, che miglioravano l'illuminazione interna senza creare fastidiosi riflessi. La progettazione degli interni, con l'uso di stucchi delicati e pannelli in legno, unificava gli spazi, mentre l'esterno, caratterizzato da mattoni, terra cotta e pietra, esprimeva una semplicità funzionale. Il progetto della Exchange State Bank a Grand Meadow, Minnesota, è un esempio perfetto di questa filosofia, con l'eliminazione delle tradizionali barriere metalliche tra clienti e cassieri, favorendo una relazione più diretta e democratica.
Tra i progetti più emblematici ci fu la Merchants National Bank a Winona, Minnesota. Qui, le enormi finestre in vetro piombato e l'uso di terracotta colorata per decorare gli esterni esprimevano un equilibrio tra la solidità strutturale e l'elemento decorativo. All'interno, due grandi murales riflettevano il carattere agricolo della zona e l'intero edificio rappresentava una sintesi tra innovazione e tradizione.
Anche nel campo residenziale, Purcell, Feick e Elmslie raggiunsero notevoli risultati. Le case progettate dallo studio abbracciavano i principi di funzione e forma, adattandosi alle necessità e alle caratteristiche dei clienti. Progetti come la residenza A.B.C. Dodd a Charles City, Iowa, e la Harold E. Hineline Residence a Minneapolis mostrano come gli architetti avessero perfezionato il concetto di piano aperto e spazi integrati, utilizzando materiali naturali e decorazioni eleganti come vetro piombato, stencil decorativi e mobili su misura.
Alcune residenze più elaborate, come quella di E.L. Powers a Minneapolis, utilizzavano una maggiore libertà artistica, con ampi spazi decorati con pannelli di legno tagliati, vetro piombato e stucchi decorativi. La residenza Edna S. Purcell del 1913, progettata da Purcell per la sua famiglia, rappresentò il culmine della ricerca artistica dello studio, con una raffinata integrazione di luce naturale e design funzionale.
In questi tre anni di attività, Purcell, Feick e Elmslie portarono a termine una serie di progetti che diventarono simboli della nuova architettura organica americana. Le loro realizzazioni erano un'espressione autentica e innovativa della vita americana, radicate nel contesto naturale e culturale delle piccole città del Midwest. Le banche e le case residenziali, pur condividendo alcuni tratti stilistici, erano ciascuna unica nel rispondere alle esigenze della comunità e dei clienti, esprimendo con forza l'idea che l'architettura dovesse essere al servizio dell'uomo, riflettendo la sua realtà quotidiana e il suo ambiente.
La fine della collaborazione nel 1913, con il ritorno di Elmslie a Chicago e il cambiamento nella vita personale di Purcell, segnò la fine di un capitolo importante della carriera di Purcell. Tuttavia, il loro lavoro rimase un punto di riferimento per l'architettura organica americana, influenzando il percorso futuro di Purcell e di molti altri architetti del tempo.

### Purcell ed Elmslie (1913—1921)
Nel 1913, lo studio di architettura Purcell & Elmslie aveva raggiunto un significativo successo creativo e commerciale. Il loro lavoro era ampiamente celebrato, in particolare per l'incarnazione dei principi dell'architettura organica. Questo successo fu testimoniato in un numero speciale della rivista Western Architect nel 1913, che presentava i loro progetti, seguito da altre edizioni nel 1915 che consolidarono ulteriormente la loro posizione nel panorama architettonico. Lo studio era diventato noto per il suo approccio distintivo al design, che combinava bellezza estetica e innovazione funzionale.
Tuttavia, il periodo tra il 1913 e il 1921 fu segnato da una serie di cambiamenti personali e professionali che avrebbero alterato il corso dello sviluppo dello studio.
Uno degli eventi più significativi del 1913 fu l'uscita di George Feick, che lasciò lo studio per rientrare nell'azienda del padre a Sandusky, Ohio. La partenza di Feick avvenne dopo una crescente insoddisfazione per l'approccio innovativo e sperimentale che lo studio stava adottando, un approccio che lui trovava difficile da abbracciare pienamente. Il suo punto di vista più conservatore non si accordava con gli ideali progressisti di Purcell ed Elmslie, soprattutto mentre lo studio esplorava forme sempre più non convenzionali. Con l'uscita di Feick, Purcell ed Elmslie continuarono come soci sotto il nome di Purcell & Elmslie, e lo studio entrò in una nuova fase caratterizzata da una maggiore diversificazione e innovazione.
Durante questo periodo, lo studio ampliò il suo portafoglio, includendo progetti residenziali, commerciali e pubblici. Sebbene molti di questi progetti si basassero sull'esperienza acquisita in precedenza, rappresentarono anche nuove sfide che permisero a Purcell ed Elmslie di sviluppare ulteriormente le loro idee. Nonostante il successo, tuttavia, continuarono ad affrontare difficoltà nel convincere i clienti e il pubblico più ampio dei meriti del loro approccio.
Ad esempio, un progetto per un padiglione per bande a Litchfield, Minnesota, risultò troppo all'avanguardia per la cittadina conservatrice e non venne mai realizzato. Analogamente, una proposta per un nuovo teatro per il Minneapolis Women’s Club, che abbandonava il tradizionale palcoscenico proscenico in favore di un design moderno con una piattaforma centrale, venne rifiutata a causa di conflitti interni nel club e di una poco felice osservazione fatta da qualcuno nello studio.
Nonostante questi fallimenti, lo studio ebbe successo in altri ambiti. In particolare, progettò una serie di Edison Shops—modifiche in grande scala per vetrine e interni che introducevano strategie innovative di merchandising, come facciate rientrate e interni accuratamente coordinati. Questi incarichi in città come Chicago, Kansas City e San Francisco mostrarono la capacità dello studio di adattare i principi dell'architettura organica all'architettura commerciale, enfatizzando l'esperienza del cliente tanto quanto la funzionalità dello spazio.
Purcell ed Elmslie continuarono a sperimentare forme architettoniche che sfidavano i confini di ciò che veniva considerato convenzionale. Uno di questi progetti fu una fabbrica per la Gusto Cigarette Company nel 1914, che però venne annullato a causa della disonestà del cliente. Allo stesso modo, il progetto per la residenza Palmer Cantini (sempre del 1914) fu un design troppo ambizioso per il cliente, che non riuscì a finanziare la sua realizzazione.
Nonostante tali difficoltà, lo studio continuò a sviluppare concetti interessanti. Progettò una delle sue case più complesse per Josephine Crane Bradley a Madison, Wisconsin. Questo progetto includeva una grande personalizzazione, come sistemi di riscaldamento e raffreddamento innovativi, dispositivi per risparmiare lavoro domestico e mobili su misura, tutti riflettendo la convinzione dello studio nell'uso dell'architettura per migliorare la vita degli occupanti.
In alcune occasioni, quando Elmslie era impegnato in altri progetti, Purcell esplorò forme architettoniche che non erano solite nei lavori dello studio. Un esempio notevole è la residenza Louis Heitman (1916) a Helena, Montana, che utilizzava tetti a falda ripida e materiali ricchi come il legno di sequoia. La casa fu decorata con un alto grado di attenzione ai dettagli, inclusi i mobili della sala da pranzo e i murales progettati dal designer Harry Rubins. Questo progetto segnò una partenza rispetto ai progetti precedenti dello studio, mostrando inclinazioni personali di Purcell.
Lo studio tornò anche a rivedere e arricchire case realizzate in precedenza. Ad esempio, la residenza Edna S. Purcell (1913) e la residenza Charles A. Purcell furono rinnovate con vetrate artistiche e dettagli in legno lavorato, mentre furono progettati anche nuovi arredi per l'interno. Questo lavoro rifletteva l'impegno continuo dello studio nell'arricchire progetti esistenti con aggiunte creative.
L'interesse di Purcell per la Chiesa Scientifica Cristiana influenzò diverse delle sue iniziative architettoniche in questo periodo. Purcell credeva che le esigenze particolari di queste chiese fossero una sfida ideale per un'architettura organica. Sebbene nessuna commissione derivò da questi contatti, lo studio preparò progetti preliminari per la Terza Chiesa Scientifica Cristiana a Minneapolis, proponendo un innovativo design di auditorium intimo.
Le commissioni pubbliche furono altrettanto difficili da ottenere, ma lo studio realizzò alcuni edifici di piccole dimensioni per la comunità, come la Jump River Town Hall (1915), progettata per una cittadina del Wisconsin, e il Kasson Municipal Building (1916), che ospitava una varietà di servizi pubblici. Il Woodbury County Court House a Sioux City, Iowa (1916), fu il progetto pubblico più significativo dello studio, anche se non privo di controversie. Originariamente progettato da un altro architetto in stile neoclassico, il progetto finale, sviluppato da George Elmslie, fu un’espressione radicale di architettura organica, caratterizzata dall'uso di terracotta policroma, mosaici e vetrate, oltre a decorazioni artistiche di Gutzon Borglum e John W. Norton. Nonostante l'opposizione, il design fu infine accettato e realizzato, diventando un raro esempio di architettura organica in un edificio pubblico.
Con l'inizio della Prima Guerra Mondiale, Purcell prese una decisione che segnò una svolta nella sua carriera. Con le commissioni architettoniche in calo, Purcell accettò un incarico con la Alexander Brothers Leather Belting Company a Filadelfia, dove lavorò sia come architetto che come responsabile pubblicitario. Questo fu un tentativo di dare un contributo all'effort bellico, poiché le cinghie di cuoio erano un prodotto essenziale per la fabbrica. Durante il suo periodo con l'azienda, Purcell applicò i principi del design organico alla produzione di materiali promozionali, lavorando con artisti rinomati come Charles S. Chapman e John W. Norton.
Oltre a supervisionare le campagne pubblicitarie, Purcell progettò alcuni progetti industriali, tra cui piani per fabbriche standardizzate per l'azienda, che includevano l'uso innovativo di strutture in acciaio e ampie finestre, riflettendo un impegno profondo per la funzionalità nell'architettura.
Nonostante il suo successo con la Alexander Brothers, il rapporto di Purcell con l'azienda si deteriorò. Giunse a vedere il suo datore di lavoro, C. O. Alexander, come una persona autocratica e disonesta, e ciò portò alla sua dimissione nel 1919. La sua partenza fu seguita da dispute legali per il recupero delle parcelle professionali dovute allo studio, lasciandolo con una sensazione di delusione e amarezza. Purcell considerò brevemente di tornare in Minnesota per riprendere la sua carriera architettonica, ma si rese conto che il clima per l'architettura progressista era cambiato, e le opportunità che aveva una volta avuto non erano più disponibili.
Il periodo trascorso con la Alexander Brothers e la sua disillusione con l'azienda segnò una svolta importante. La fase di sperimentazione e crescita che aveva definito il suo lavoro con Elmslie giunse alla fine, e Purcell si trovò di fronte a un futuro incerto. Tuttavia, l’eredità di Purcell & Elmslie rimase una parte significativa della storia dell'architettura americana.

## Filosofia e stile architettonico
Purcell & Elmslie si ispiravano ai principi democratici e organici che caratterizzavano il movimento progressista americano, cercando di creare edifici che fossero espressioni autentiche della cultura americana ,. Gli architetti miravano a un'architettura che riflettesse l'interazione armoniosa tra la struttura costruita e il paesaggio circostante.
I loro progetti abbracciavano i principi della Prairie School, caratterizzati da linee orizzontali, ampi spazi interni aperti, dettagli decorativi artigianali e un uso intensivo di materiali naturali ,.

## Opere principali

### Residenze
- Charles A. Purcell residence, River Forest, Illinois, 1909[8]
- E. L. Powers residence, Minneapolis, Minnesota, 1910[8]
- Edna S. Purcell House (Minneapolis, Minnesota, 1913), esempio emblematico dello stile Prairie[1][3][8].

Per Purcell & Elmslie, la casa e il focolare erano i luoghi più frequentemente progettati, dalle piccole abitazioni a pianta aperta per il cittadino medio alle grandi residenze per clienti benestanti, con molte soluzioni intermedie.

### Commerciale
- Motor Inn Garage, Minneapolis, Minnesota, 1908[8]
- First National Bank, Rhinelander, Wisconsin, 1910[8]
- Merchants National Bank (Winona, Minnesota, 1912), considerato uno dei capolavori dello studio[3][8].

Questa categoria include banche, edifici per uffici e interni, negozi, progetti per fabbriche, garage aziendali e hotel. Ad eccezione delle banche, gran parte del lavoro commerciale dello studio è scomparso. La loro serie di commissioni più prestigiosa, gli Edison Shops, è ormai scomparsa, così come gli eleganti uffici esecutivi degli Alexander Brothers.

### Istituzionale e Civico
- Stewart Memorial Church, Minneapolis, Minnesota, 1909[8]
- Town Hall, Jump River, Wisconsin, 1915[8]
- Municipal Building, Kasson, Minnesota, 1916[8]
- Woodbury County Courthouse (Sioux City, Iowa, 1916), unico edificio pubblico realizzato interamente nello stile progressista[2][3] .

In questa sezione troviamo chiese e spazi comunitari, municipi, biblioteche e scuole (tutti non realizzati), teatri, padiglioni e monumenti, insieme al magnifico Woodbury County Court House, l'unico grande edificio pubblico costruito secondo l'idioma progressivo. C'è anche un progetto per una YMCA nella provincia cinese di Hunan, e naturalmente i disegni per il Parlamento federale australiano.

## Collaboratori
Il successo dello studio fu reso possibile anche grazie al contributo di un team eterogeneo di disegnatori, artigiani e artisti, noti collettivamente come il "Team". Questo gruppo includeva figure di spicco come:
- Marion Alice Parker, prima disegnatrice dello studio e una delle poche donne attive nell'architettura dell'epoca[7].
- Lawrence A. Fournier, coinvolto in molte delle principali commissioni[7].
- Frederick A. Strauel, capo disegnatore e collaboratore dello studio anche dopo la sua chiusura[7].

Artigiani e artisti, come il designer di mobili Gustav Weber, il vetraio Edward L. Sharretts e lo scultore Christian Schneider, contribuirono alla creazione di dettagli decorativi di grande raffinatezza, come vetrate artistiche e ornamenti in terracotta.

## Dopo lo scioglimento
Dopo la dissoluzione della partnership nel 1921, George Grant Elmslie continuò a progettare edifici in stile Prairie, lavorando occasionalmente con altri architetti. William Gray Purcell, invece, si trasferì a Portland, Oregon, dove portò avanti la sua carriera prima di ritirarsi in California a causa di problemi di salute. Entrambi gli architetti hanno continuato a promuovere l'architettura americana attraverso scritti, consulenze e mostre.
Sia Purcell che Elmslie furono eletti Fellows dell'American Institute of Architects, Elmslie nel 1947 e Purcell nel 1963, in riconoscimento del loro contributo all'architettura americana.

## Galleria d'immagini

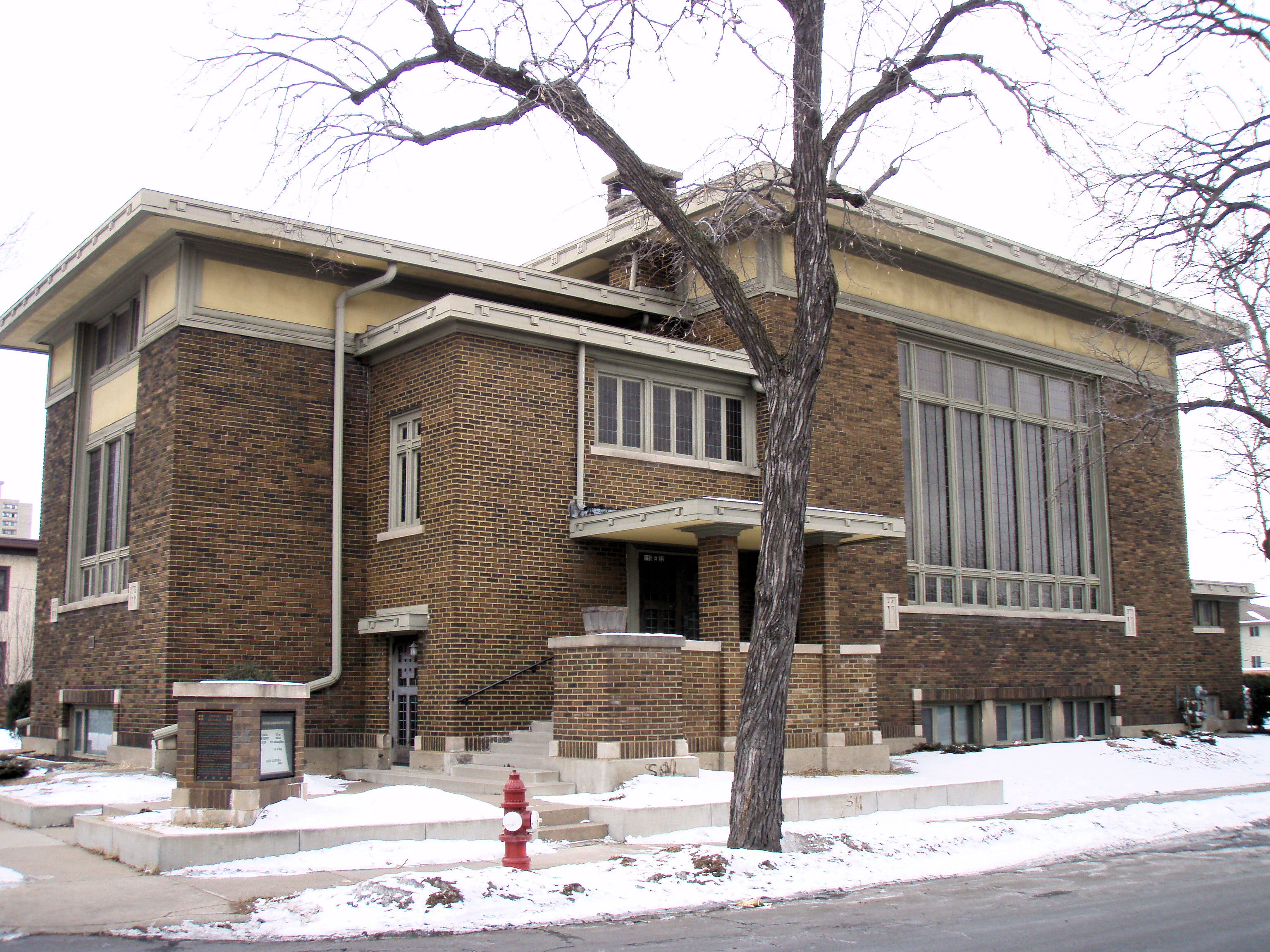
Stewart Memorial Presbyterian Church; Minneapolis, Minnesota 1910, Purcell & Feick
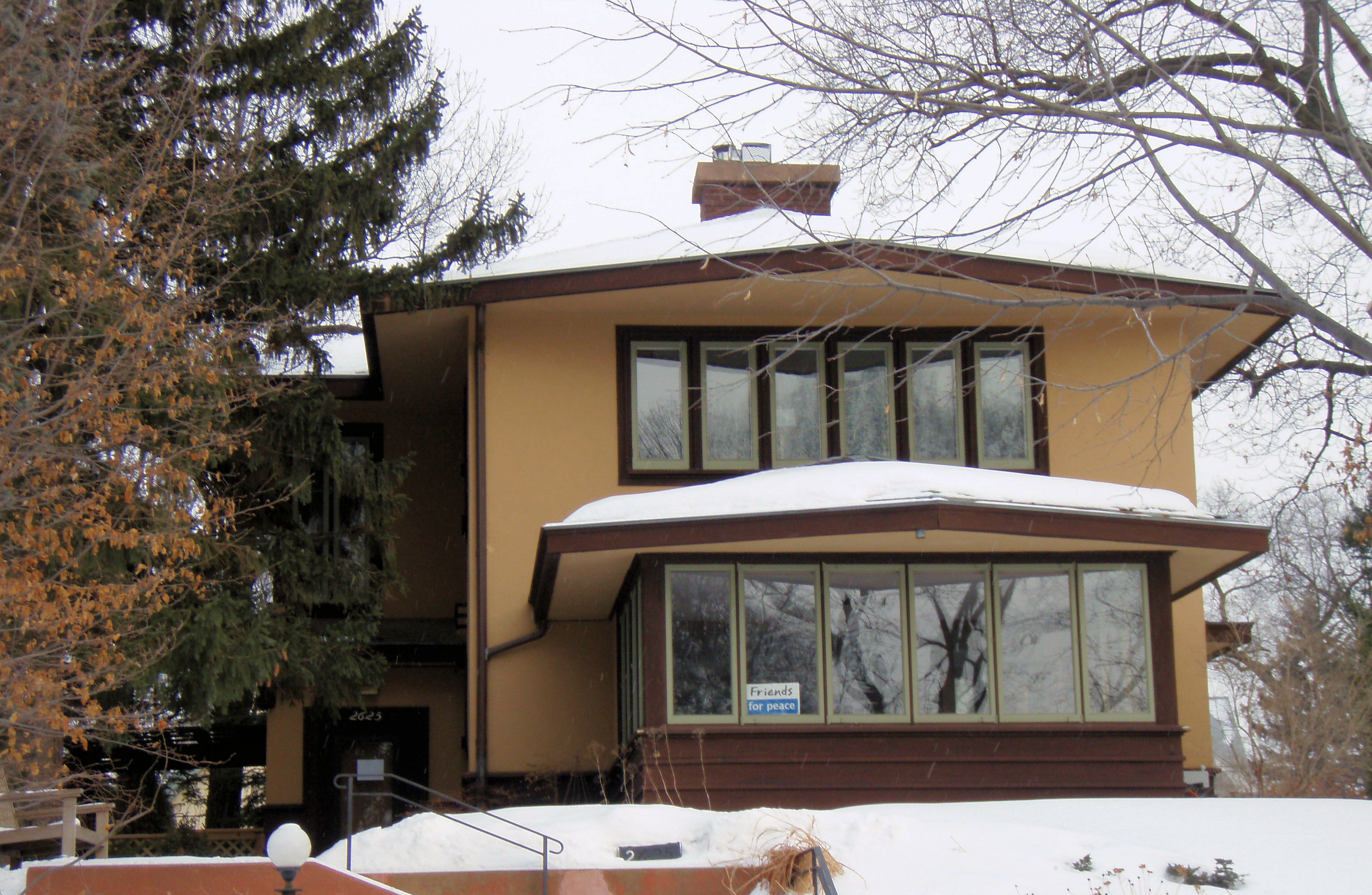
Oscar Owre House; Minneapolis, Minnesota 1911
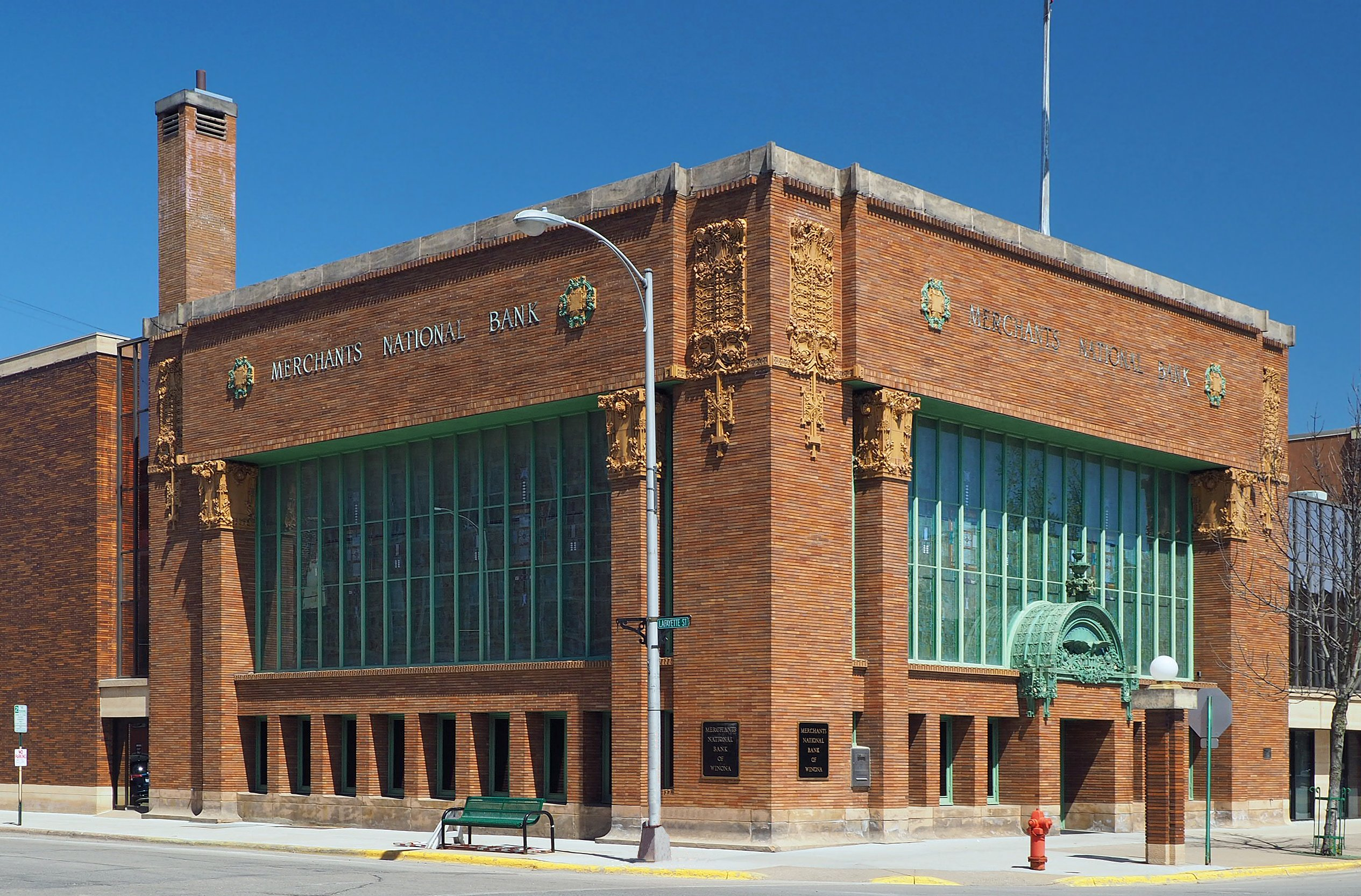
Merchants National Bank (Winona, Minnesota), 1912 by Purcell and Elmslie
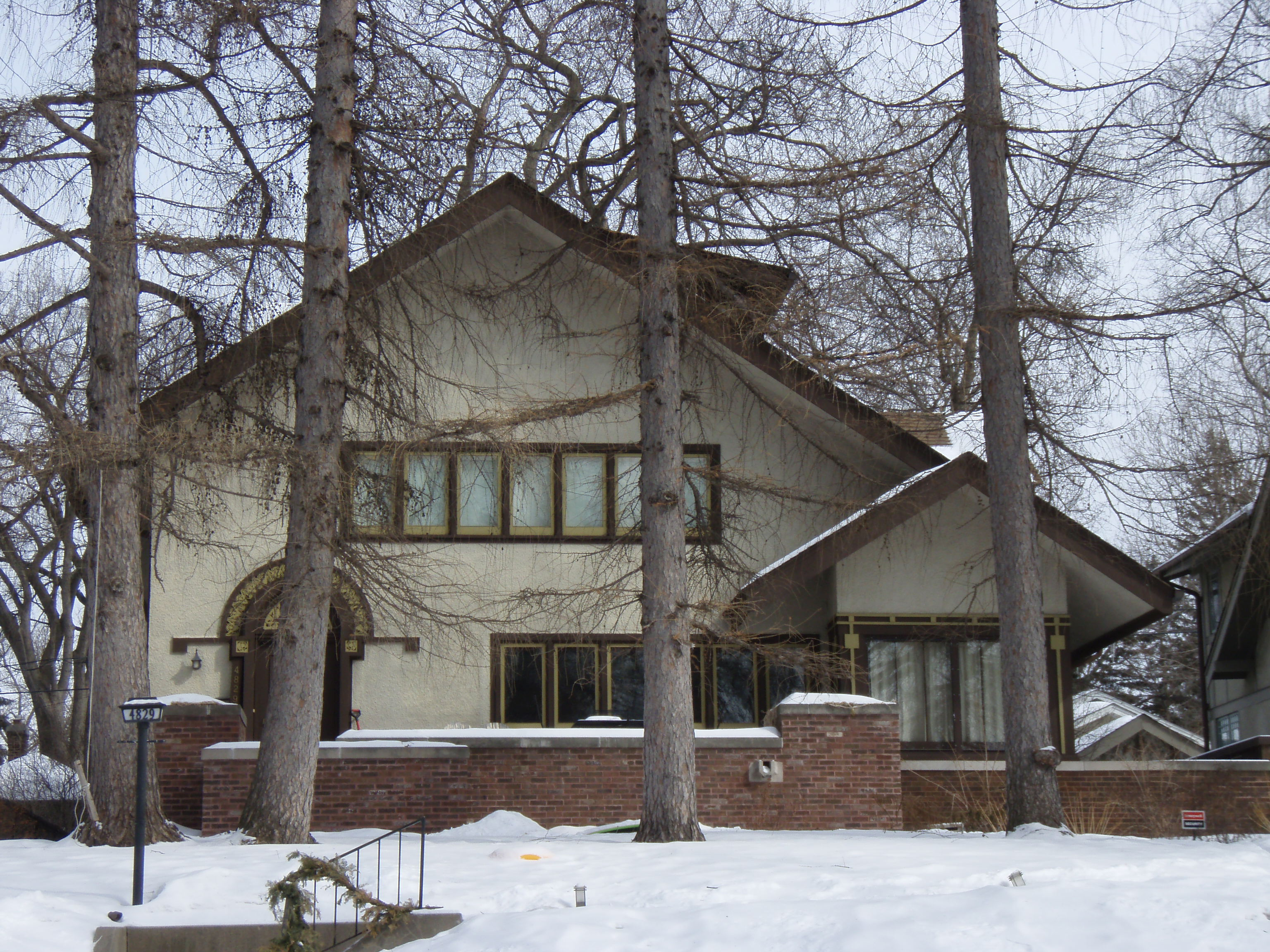
Parker House; Minneapolis, Minnesota 1912-13
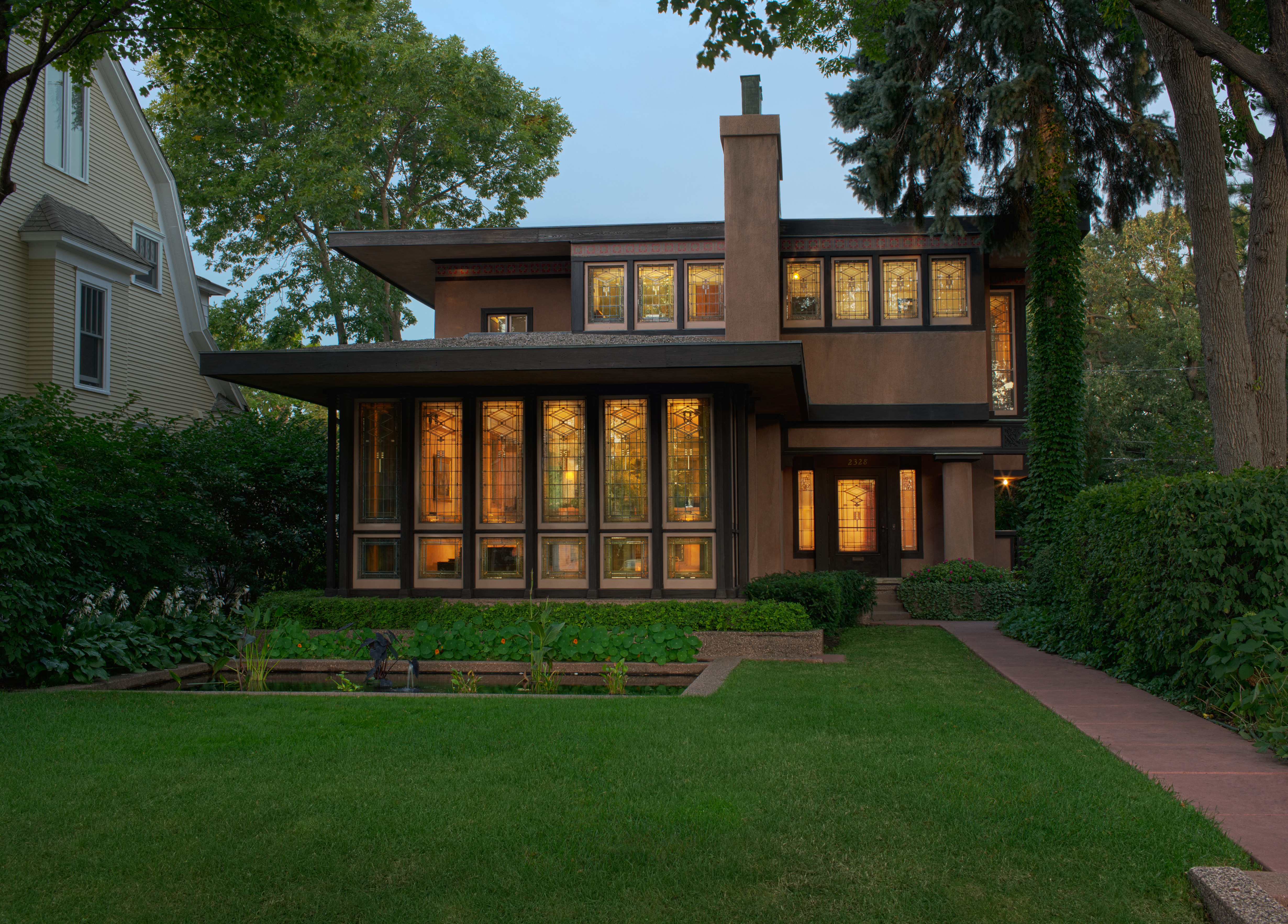
Edna S. Purcell House; Minneapolis, Minnesota 1913 by Purcell and Elmslie
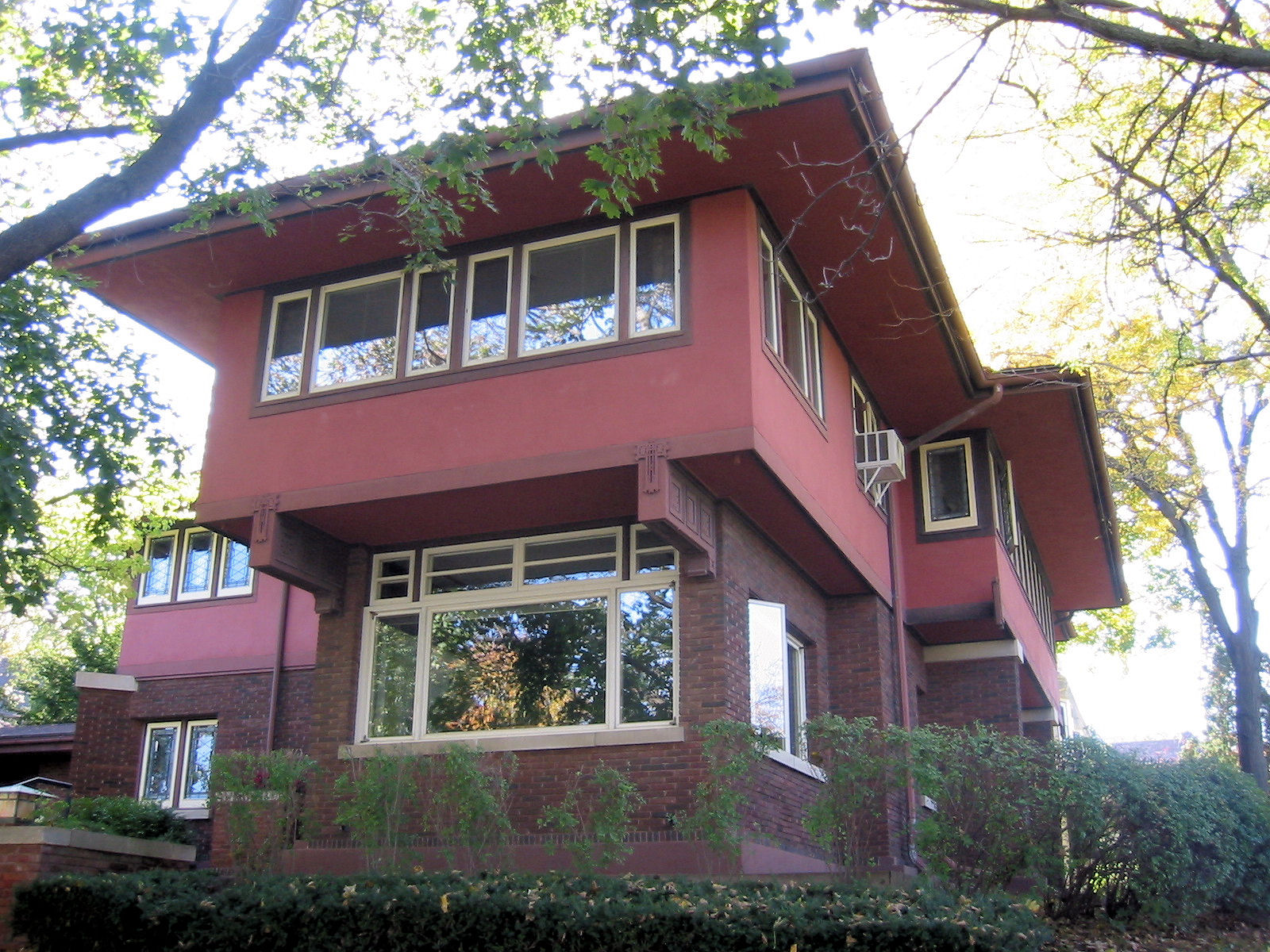
E.S. Hoyt House; Red Wing, Minnesota 1913
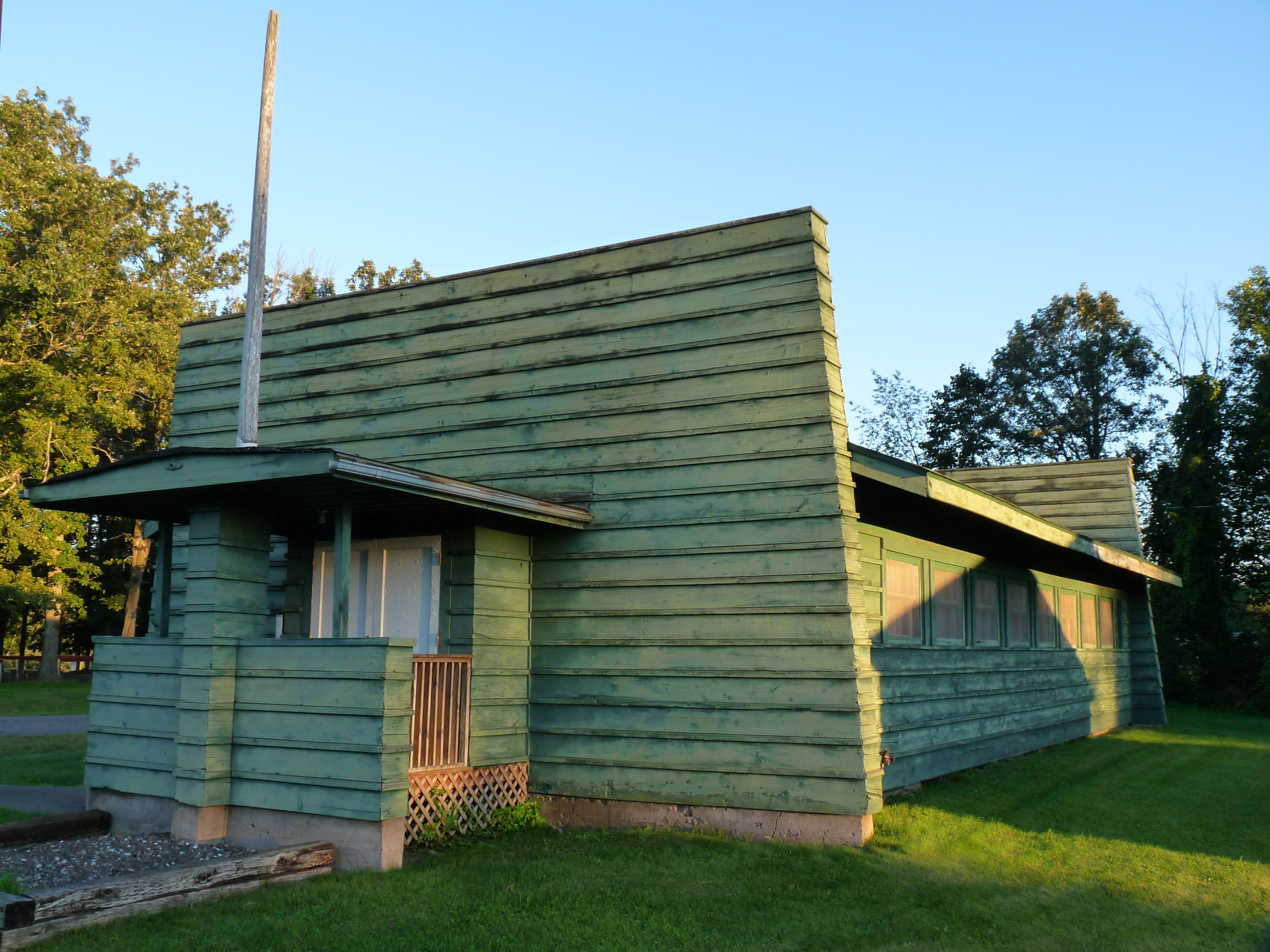
McKinley Town Hall; Jump River, Wisconsin 1915
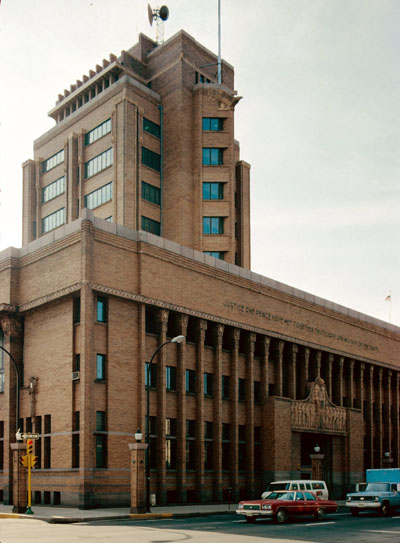
Woodbury County Courthouse; Sioux City, Iowa 1916-18; with associated architect William L. Steele
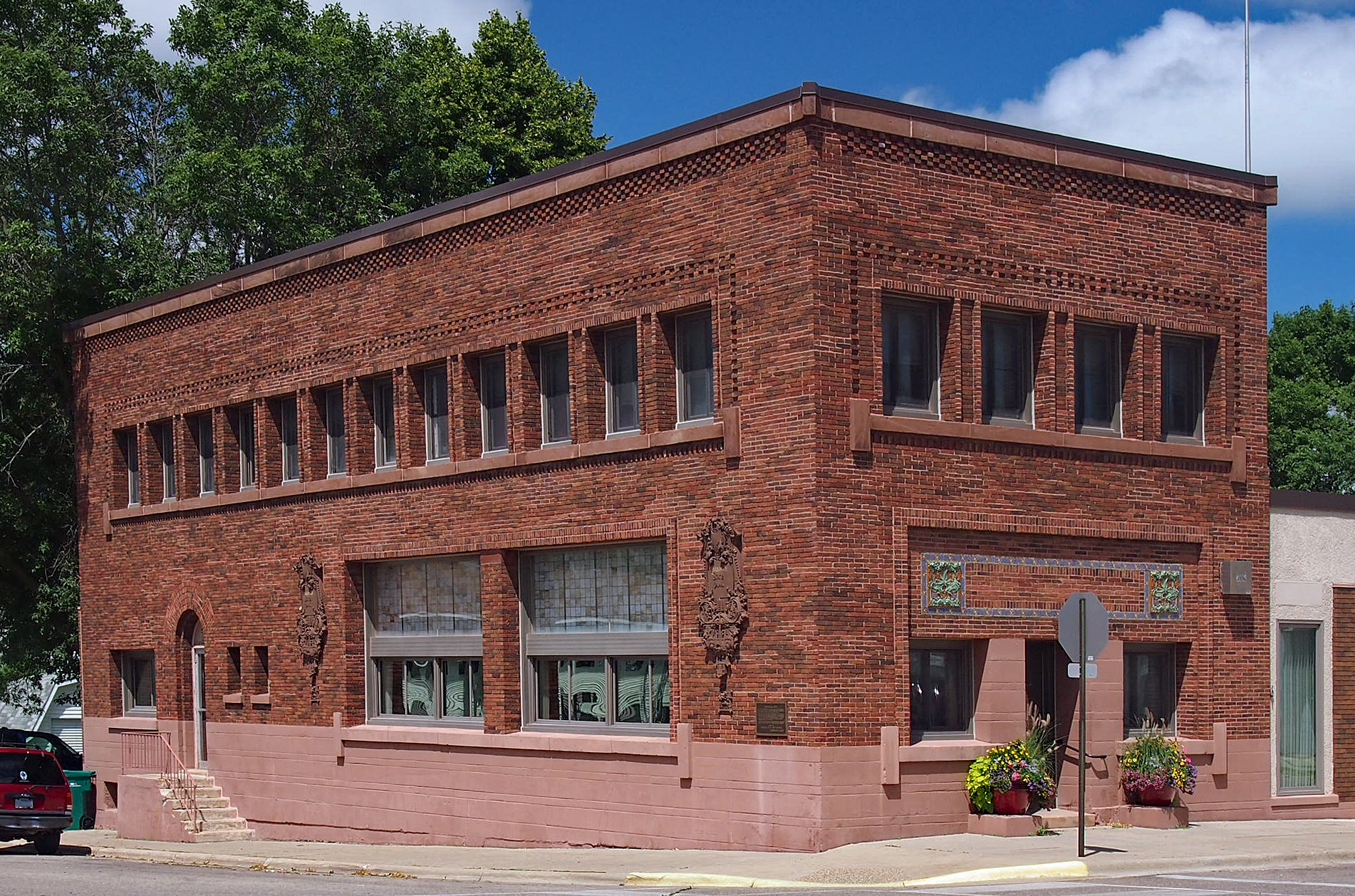
Exchange State Bank in Grand Meadow (Minnesota)